# Jeannette Charles
Jeannette Charles (Londra, 15 ottobre 1927 – Great Baddow, 2 giugno 2024) è stata un'attrice britannica.

## Biografia
Nota per la sua incredibile somiglianza con la regina Elisabetta II d'Inghilterra, la interpretò più volte in svariati film a partire dal 1974 e in altri ruoli da regina; uno di questi fu nel film Una pallottola spuntata. Apparve inoltre in diverse pubblicità, tra cui lo spot della Nike Write The Future, in occasione del campionato mondiale di calcio 2010.
Nel film Ma guarda un po' 'sti americani recitò assieme a Peter Hugo, sosia a sua volta del principe Carlo.
Ritiratasi nel 2014, celebrò i novant'anni a Chelmsford nell'Essex.

## Filmografia

### Cinema
- Queen Kong, regia di Frank Agrama (1976)
- Ma guarda un po' 'sti americani (National Lampoon's European Vacation), regia di Amy Heckerling (1985)
- Nipagesh Bachof, regia di Yehuda Barkan e Yigal Shilon (1987)
- Una pallottola spuntata (The Naked Gun: From the Files of Police Squad!), regia di David Zucker (1988)
- Austin Powers in Goldmember, regia di Jay Roach (2002)

### Televisione
- Loriots Telecabinet, regia di Vicco von Bülow - film TV (1974)
- Rutland Weekend Television - serie TV, episodio 1x07 (1975)
- Leos Leiden, regia di Alan Vydra - film TV (1976)
- Am laufenden Band - serie TV, episodio 3x04 (1976)
- Secrets of a Superstud, regia di Morton M. Lewis e Alan Selwyn - film TV (1976)
- Saturday Night Live - show TV, episodio 2x21 (1977)
- The Rutles: All You Need Is Cash, regia di Eric Idle e Gary Weis - film TV (1978)
- Mind Your Language - serie TV, episodio 2x02 (1978)
- Q5 - serie TV, 6 episodi (1979-1980)
- Not the Nine O'Clock News - serie TV, episodio 3x07 (1980)
- There's a Lot of It About - serie TV, 2 episodi (1982)
- On Safari - serie TV, episodio 2x16 (1982)
- If Tomorrow Comes - serie TV (1986)
- First Among Equals - serie TV, episodio 1x10 (1986)
- Tickets for the Titanic - serie TV, episodio 1x02 (1987)
- Ratman - serie TV, episodio 1x01 (1987)
- Se è martedì allora siamo in Belgio (If It's Tuesday, It Still Must Be Belgium), regia di Bob Sweeney (1987) - film TV
- The Sooty Show - serie TV, episodio 26x11 (1988)
- Day by Day - serie TV, episodio 2x18 (1989)
- Nemici amici (Never the Twain) - serie TV, episodio 10x01 (1990)
- Tatort - serie TV, episodio 1x265 (1992)
- Shining Time Station: Queen for a Day, regia di Wayne Moss e Frank Vitale (1995) - film TV
- World of Pub - serie TV, episodio 1x01 (2001)
- The Slammer - serie TV, episodio 1x05 (2006)
- Big Brother - serie TV, 1 episodio (2009)
- Write the Future - cortometraggio TV per la Nike (2010)